# Simple et Funky (chanson)
Singles de Alliance Ethnik
Respect
(1995) Honesty et jalousie (fais un choix dans la vie)
(1995)
Simple et Funky, le deuxième single du groupe de rap français Alliance Ethnik, sort en 1995, la même année que Respect. Ce deuxième single est certifié disque d'or. Le titre figure sur l'album Simple et Funky.

## Classement
| Pays                                    | Meilleure position |
| --------------------------------------- | ------------------ |
| Belgique (Wallonie Ultratop 50 Singles) | 2                  |
| France (SNEP)                           | 3                  |

## Certifications
| Pays   | Organisme | Certification |
| ------ | --------- | ------------- |
| France | SNEP      | Or            |

## Reprises et adaptations
- En 2019, Shy'm reprend ce titre dans la compilation Back dans les bacs.